# 宫根诚司
宫根诚司（日语：／ Miyane Seiji，1963年4月27日—）是日本的一名自由主持人。出生于岛根县大田市。前朝日放送播音员。

## 经历
宫根诚司从岛根县立大田高中毕业后进入关西大学经济系，大学毕业后于1987年加入朝日放送。2004年3月从朝日放送离职，同年4月起加入From First Production大阪分公司，成为自由职业者。后来他因主持读卖电视台节目“宫根屋”在日本全国的知名度上升。

## 出演

### 现今出演节目
- 资讯直播 宫根屋（情報ライブ ミヤネ屋）（读卖电视台）
- Mr. Sunday（由富士电视台和关西电视台联合制作）
- 24小时电视“爱心救地球”（日本电视台，2009年-2012年、2014年、2016年至今）
- Best Hits歌谣祭（读卖电视台，2009年至今）
- 世界法院之谜（富士电视台，2012年9月至今）

### 其他出演作品
电影
- 新秀先生（2002年，东宝）
- HERO（2007年，东宝）
- 天使之家（2013年，东映）

剧场动漫
- 名侦探柯南：沉默的15分钟（2011年，东宝）[4]
- 名侦探柯南：第11位前锋（2012年，东宝）

配音
- 四眼天鸡（2005年，迪士尼）